# Titia Brongersma
Titia Brongersma (Dokkum, Dongeradeel, 1650 - Groningen, 1700) fou una escriptora en frisó. És coneguda pels seus temes acollidors (brodats de flors) i els seus poemes d'amor a Elise (Elisabeth Joly). Va escriure elogis en honor del poeta frisó Adriaan Tymen, dels metges de Groningen Ludolph Smids, del poeta frisó Eelkje Bouricius d'Amsterdam i de la poetessa Katharyn Lescailje. La seva col·lecció De Bron-swaan conté quatre poemes en frisó i algunes traduccions del poeta francès Pierre de Ronsard.

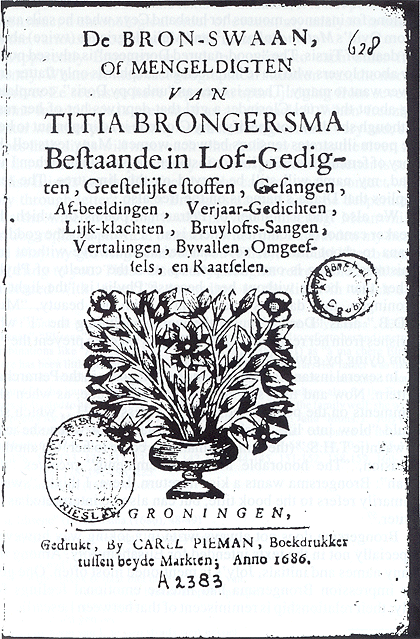
Obra de Titia Brongersma

Titia Brongersma també va fer investigacions sobre dolmens, i el 1685 va compondre un poema al jaciment de Borger (Drenthe). Va ser pionera en declarar que els dòlmens eren construccions de pobles prehistòrics i en el seu estudi des d'un vessant científic per rebatre la idea que eren obra de gegants i altres creences populars.